# ウテナ
株式会社ウテナ（UTENA）は、東京都世田谷区に本社を置く化粧品、ヘアケア商品を製造、販売する化粧品メーカーである。

## 概要
1923年に創業者の久保政吉が、雑誌「主婦の友」で美白液「ウテナ」の通信販売を始めたのを契機に、本郷に「久保政吉商店」を開く。その後、現本社のある世田谷区の南烏山に工場を建て、生産を開始する。
「バニシングクリーム」や男性用化粧品「メンズシリーズ」など、創業から間もなくして誕生した息の長い商品が多いのが特徴であり、ヘアケア製品、基礎化粧品の分野でもその評判が高い。また1965年には、初の児童用化粧品「お子さまクリーム」も発売した。
社名は花の萼から来ており、美しい花を支える部分が萼であるように、女性の美を根幹から支える企業でありたいという思いが込められている。

## 主な商品
ヘアケア
- プロカリテ
- メルフィニ
- オルネディア
- フワリージェ
- マトメージュ
- コローニュ
- リドルチェ
- マッシーニ
- アトラス
- 麗美

スキンケア
- ラムカ
- アロエス
- ピュルテ
- モイスチャー
- リテイジ
- プレサ
- フルセラム
- オープル
- 世界紀行
- 男性クリーム
- 男性アストリン
- 男性ローション
- お子さまクリーム

ボディケア
- ハッピーシャイン
- ジューシィソルト など

## CMに起用された芸能人
- 手塚理美（リテイジ）
- 原田知世（プロカリテ）
- ビビアン・スー（プロカリテ）
- 鈴木杏樹（ラムカ）

## 提供番組（過去）
- 戦え!オスパー（日本テレビ、後期より一社提供）
- たけし・所のドラキュラが狙ってる（毎日放送制作・TBS系列）
- ウテナ火曜ナイター（ラジオ関西、1960年代前半）